# Kościół Najświętszej Marii Panny w Norymberdze (Kartuzi)
Kościół Najświętszej Marii Panny – gotycki kościół znajdujący się w Norymberdze. Obecnie budynki kościoła i klasztoru są częścią Germańskiego Muzeum Narodowego.

## Źródła
- Erik Soder v. Güldenstubbe: Nürnberg, in: Monasticon Cartusiense, hrsg. von Gerhard Schlegel, James Hogg, Band 2, Salzburg 2004, 358–364.
- Günther P. Fehring und Anton Ress (†): Die Stadt Nürnberg. Kurzinventar, 2. Auflage bearb. von Wilhelm Schwemmer, München: Dt. Kunstverl. 1977 [unver. Nachdruck 1982] (= Bayerische Kunstdenkmale; 10), S. 198 ff.